# Association sportive Nancy-Lorraine
Maillots
Actualités
Dernière mise à jour : 4 août 2025.
L'Association sportive Nancy-Lorraine, couramment abrégée AS Nancy-Lorraine et ASNL, est un club de football français fondé en 1910 à Nancy (Meurthe-et-Moselle) et basé à Tomblaine dans la proche banlieue nancéienne.
Le club est fondé sous le nom d'Union sportive Frontière, puis est renommé Association sportive lorraine en 1928. Le club se dote en 1967 d'une section professionnelle et change à ce titre son nom pour devenir l'Association sportive Nancy-Lorraine. La date de 1967, présente sur le logo de l'AS Nancy-Lorraine, se réfère à l'année de création de la structure professionnelle, et non à l'année de fondation réelle de l'association.
Le club ne doit pas être confondu avec le FC Nancy, autre club de football professionnel nancéien disparu en 1968, ainsi que l'Équipe Fédérale Nancy-Lorraine ayant remporté la Coupe de France en 1944.
L'équipe première joue au stade Marcel-Picot, une enceinte couverte de 20 087 places assises située sur la commune de Tomblaine, où se trouve également le siège social du club. Les infrastructures du centre de formation et d’entraînement sont situées au sein du parc d'activités de la forêt de Haye, à Bois-de-Haye.
Le club possède huit titres à son palmarès, à savoir une Coupe de France (1978), une Coupe de la Ligue (2006), cinq titres de champions de France de Ligue 2, et un titre de champion de France de National (2025). Il compte également à son actif trois participations à des compétitions européennes : une participation à la Coupe des vainqueurs de coupe et deux participations à la Ligue Europa.
Depuis juillet 2023, l'AS Nancy-Lorraine est la propriété des hommes d'affaires Chien Lee et Krishen Sud, ce dernier étant également président depuis mars 2024.
Le club est promu en Ligue 2 pour la saison 2025-2026 après avoir acquis le titre de champion de National.

## Historique

### De l'US Frontière à l'AS Lorraine
Les origines de l'actuel club professionnel de Nancy remontent à la fondation en 1906 de la société de gymnastique La Frontière par Maurice Mathieu de Vienne (qui sera président de la Ligue Lorraine de football de 1921 à sa mort en 1956), société qui devient en 1910 un club omnisports, l'US Frontière. Évoluant initialement au stade Drouot, l'USF se voit dotée en 1922 d'un nouveau stade municipal destiné à l'athlétisme : le complexe sportif du Parc de la Pépinière (actuel stade Maurice de Vienne).
Le club change de nom en 1928 pour adopter celui d'Association Sportive Lorraine. Finaliste de la Coupe de Lorraine 1928-1929, l'ASL est éliminée en 32es de finale de la Coupe de France 1934-1935 face aux professionnels du RC Strasbourg (2-0). Lorsque les rivaux locaux du Stade universitaire lorrain (SUL) se séparent de leur section football qui se professionnalise et se transforme en FC Nancy en 1935, l'ASL termine le championnat de promotion de Lorraine au 5e rang ; le SUL, 8e et dernier, était relégué en Première Division de District. Dès lors, l'ASL connaît les pires difficultés pour conserver ses joueurs et plonge rapidement dans le classement.

### L'accession au statut professionnel: l'AS Nancy-Lorraine
Après l'abandon du statut professionnel du FC Nancy en juin 1964, Claude Cuny, las de ne plus voir Nancy figurer parmi l'élite du football français, se lance à l'automne 1966 dans un projet de création d'un nouveau club professionnel. Il reçoit l'aide de ses amis François Fiatte, Roland Cadré, Roger Cattier, Lucien Courtin et Serge Étienne, la presse les surnommant à l'époque les « Promoteurs ».
Une première étape, l'opération « Boîte postale 17 », restée célèbre à Nancy, est destinée à s'assurer que cette initiative correspond bien à une aspiration populaire. Largement relayée par la presse, en particulier par l'Est républicain sous la plume de Michel Laurent, « BP 17 » est un succès : 18 000 lettres, cartes et pétitions sont recueillies. Parallèlement, Claude Cuny met à profit le match de 32e de finale de Coupe de France Lille-Besançon disputé à Nancy en janvier 1967 pour populariser son initiative auprès des spectateurs et apporter la démonstration au Groupement (premier nom de la Ligue de football professionnel) que le football demeure mobilisateur auprès du public nancéien.
Le soutien moral des Nancéiens et même d'une grande partie des Lorrains étant acquis, une autre étape est lancée, destinée à recueillir des fonds. À cet effet, des matches amicaux de bon niveau sont organisés à Nancy et des bénévoles vendent des porte-clés célébrant le cinquantième anniversaire de la Coupe de France. Dans le même temps, une campagne d'adhésion est lancée, remportant un succès moindre que celui escompté par les promoteurs au vu du succès de l'opération « BP 17 ». Finalement, 50 000 FRF peuvent néanmoins être collectés, en grande partie grâce à l'appui financier de la société Total. Le maire Pierre Weber s'était engagé à donner un franc à chaque fois que Claude Cuny en trouverait deux ; la mairie ajoute donc 25 000 FRF dans les caisses de la future ASNL. C'est peu, mais ce sera suffisant.
Pour mener à bien son projet, Claude Cuny s'appuie sur l'AS Lorraine, qui lui fournit six équipes amateurs, car l'existence d'une structure amateur est une condition indispensable à l'accession au professionnalisme. Concernant le nouveau nom du club, Claude Cuny ne souhaite pas faire référence au FC Nancy, et le choix se porte sur "Association Sportive de Nancy", auquel est accolé "Lorraine", faisant aussi bien référence à la région qu'au club de l'AS Lorraine,.
Le club doit enfin obtenir l'accord du Groupement. Ce dernier rejette dans un premier temps la candidature, puis se ravise et accepte le 16 juin 1967 la participation de l'AS Nancy-Lorraine, qui se voit inscrite au calendrier de la deuxième division dès la saison 1967-1968. Il ne reste que quelques semaines au club pour embaucher des joueurs et un entraîneur.
René Pleimelding, ancien joueur du FC Nancy et ancien international, est choisi pour prendre les commandes de l'équipe. Quant à l'effectif, composé dans l'urgence, il est un mélange de professionnels d'expérience avec l'ancien joueur du FC Nancy Antoine Redin, appelé à devenir le patron de la défense, mais aussi Charles Gasparini, Jean-Paul Krafft et Roland Masucci ; de professionnels en manque de reconnaissance comme le buteur Matthieu Schneider ; et de bons joueurs régionaux : Michel Lanini, Gérard Braun et Roger Formica. Ils seront rejoints en cours de saison par deux joueurs étrangers : le Yougoslave Dragan Miletic et l'international luxembourgeois Eddy Dublin. Une équipe est née.

### Les débuts en professionnel (1967-1972)
L'AS Nancy-Lorraine dispute le 19 août 1967 son premier match officiel dans le monde professionnel à Béziers, mais subit une lourde défaite 4-0. Le premier but de l'histoire du club est inscrit par Matthieu Schneider face au Stade français, le résultat étant toutefois effacé des statistiques officielles à la suite du forfait du club parisien en novembre 1967. C'est donc Michel Lanini qui inscrit officiellement le premier but de l'ASNL le 1er septembre 1967 face à l'AS Cannes. Pour sa première saison également marquée par le premier derby lorrain face au FC Metz (défaite 1-2 en 8e de finale de Coupe de France), l'ASNL termine 10e du championnat.
L'équipe progresse pour sa deuxième saison lors du championnat 1968-1969 en recrutant des joueurs professionnels aguerris, et finit à la 3e place, puis confirme lors de la saison 1969-1970 : 2e à l'issue du championnat, le club obtient au bout de seulement 3 ans d'existence son accession en première division lors d'un mini-championnat de barrages, et une victoire 2-0 sur Bastia le 27 juin 1970.
Le contrat de l'entraîneur René Pleimelding arrivé à terme, Antoine Redin est nommé à la tête de l'équipe pour la découverte de la première division 1970-1971, marquée par la plus large défaite de l'ASNL (0-7 à Nantes le 14 février 1971), et un maintien à la 13e place. L'équipe se renforce alors aussi bien en attaque (avec les arrivées d'Antoine Kuszowski ainsi que des Argentins Eduardo Flores et Raúl Castronovo) qu'en défense (avec Roger Lemerre) pour aborder la saison 1971-1972, et obtient de meilleurs résultats, achevant la saison à la 10e place.

### L'époque Platini (1972-1979)
A l’exception d’un retour à l’échelon inférieur au cours de la saison 1974-1975 qui lui offre son premier titre de champion de D2, l’ASNL termine ses saisons dans le ventre mou du classement de D1. À partir de 1975, sous l'impulsion de son entraîneur Antoine Redin et d'un groupe de jeunes joueurs issus de son « Conservatoire », l'ASNL vit les plus belles années de sa courte histoire. Les principaux joueurs de l'équipe sont alors Jean-Claude Cloët, Carlos Curbelo, Jean-Michel Moutier, Jean-Pierre Raczynski, Pierre Neubert, Francisco Rubio, Olivier Rouyer et Michel Platini, sans oublier le malheureux Sylvain Jannaud qui verra sa carrière prometteuse brusquement interrompue par un accident de la route. Le groupe qu’ils forment, insouciant et talentueux, est surnommé le « Lycée papillon ».
L'équipe termine 4e du championnat de D1 lors de la saison 1976-1977, au cours de laquelle Nancy bat le grand Saint-Étienne devant 30 384 spectateurs à Marcel-Picot le 19 décembre 1976. Ce record d’affluence ne sera jamais battu.
La saison suivante, l'AS Nancy-Lorraine remporte la Coupe de France et écrit le 13 mai 1978 au Parc des Princes la plus belle page de son histoire. Grâce à son fameux « coup de patte », Michel Platini marque pour Nancy, qui s’impose un but à zéro face à Nice et obtient du même coup son premier ticket pour l’Europe.
Lors de la saison 1978-1979, pour sa première participation dans une compétition européenne, l'AS Nancy-Lorraine est éliminée de la Coupe des vainqueurs de Coupe en huitième de finale par le Servette de Genève après avoir sorti les Danois du Frem Copenhague. Michel Platini, blessé une bonne partie de la saison, ne peut prendre part à cette première campagne européenne de l'ASNL.

### Départ de Michel Platini et déclin en première division (1979-1987)
Au terme de son contrat, Michel Platini quitte le club pour l'AS Saint-Étienne à l'été 1979. Déçu, Claude Cuny - qui occupait la fonction de délégué général de l'association après avoir cédé le poste de président en 1975 - annonce son départ à l'issue de la saison 1979-1980, au terme de laquelle l'ASNL finit à la 11e place. Le président Gérard Rousselot signifie également à l'entraîneur Antoine Redin que son contrat n'est pas renouvelé après 10 ans au club, marquant la fin d'une époque.
Après deux saisons 1980-1981 et 1981-1982 sous la direction de l'entraîneur Georges Huart, où le club termine chaque fois à la 8e place, l'ASNL voit progressivement ses meilleurs éléments partir : Carlos Curbelo, puis Olivier Rouyer. Ancien joueur du FC Nancy et éducateur au sein de l'ASNL, Hervé Collot est promu entraîneur en 1982 et parvient à maintenir l'équipe dans la première moitié de tableau pour la saison 1982-1983 : 7e du classement, avec la 2e meilleure attaque (74 buts). Une nouvelle vague importante de départs va toutefois affaiblir l'équipe lors de la saison 1983-1984, contrainte de lutter pour le maintien, et finissant à la 15e place. Hervé Collot décide alors de quitter ses fonctions.
Pour relancer l'équipe lors de la saison 1984-1985 malgré une baisse continue de moyens, ainsi que les départs de Jean-Michel Moutier et Philippe Jeannol, l'ASNL recrute un jeune entraîneur, Arsène Wenger, repéré alors qu'il officiait comme adjoint à l'AS Cannes. Emmenée par son attaquant Rubén Umpiérrez, l'équipe parvient à finir le championnat à la 12e place, mais le départ de l'Uruguayen n'est pas compensé pour la saison 1985-1986 : malgré un bon démarrage, les Nancéiens subissent un grand nombre de défaites (18), et se retrouvent 18e et barragistes. Leur maintien est toutefois assuré après une double confrontation (3-0, 0-2) contre le FC Mulhouse, vainqueur des pré-barrages de Division 2.
En difficultés financières et sportives au cours de la saison 1986-1987, l'ASNL reçoit le soutien en 1987 d'un groupement d'entrepreneurs locaux autour de Jacques Rousselot, qui finance pour le club le contrat de l'attaquant écossais Ray Stephen, mais cela ne suffira pas à sauver l'équipe de la relégation en Division 2. L'ASNL quitte ainsi la Division 1 après 12 saisons de présence ininterrompue.

### Une période d'agitations (1987-1994)
Malgré les sollicitations du nouveau président du club André Gauthrot, l'entraîneur Arsène Wenger part pour l'AS Monaco à l'intersaison. Le technicien Robert Dewilder le remplace, et s'appuie pour le championnat 1987-1988 de Division 2 sur une équipe composée de nombreux jeunes issus du centre de formation (dont David Zitelli et Franck Gava). Placée dans le groupe B, l'équipe termine à la 5e place, loin de ses ambitions de remontée immédiate.
En coulisses, la situation de l'ASNL s'agite : soutenu par Michel Platini et Jean-Michel Moutier, le financier Jacques Brzezinski évince André Gauthrot de la présidence du club en septembre 1988. Constatant des dettes importantes, il engage dans un premier temps un plan d'économies. Malgré un renouvèlement d'effectif pour la saison 1988-1989, l'équipe finit toutefois de nouveau à la 5e place du groupe A de Division 2, mais survole le groupe A du championnat 1989-1990, comptant 7 points d'avance sur le second Strasbourg, et remportant son 2e titre de champion de deuxième division après deux victoires 1-0 face au Stade rennais, 1er du groupe B.
Soucieuse d'imiter les succès sportifs et la politique de hauts salaires de l'Olympique de Marseille et des Girondins de Bordeaux, l'équipe dirigeante aborde son retour en Division 1 pour le championnat 1990-1991 avec un projet ambitieux : le club recrute l'international polonais Ryszard Tarasiewicz, ainsi que l'international soviétique Oleksandr Zavarov en provenance de la Juventus de Turin, et remplace l'entraîneur Robert Dewilder par Aimé Jacquet. Tandis que sur le terrain, l'ASNL lutte pour le maintien malgré une victoire de prestige à domicile (2-0) face à l'OM de Franz Beckenbauer, le controversé Jacques Brzezinski, en conflit avec le maire André Rossinot qui réclame des comptes sur sa gestion, est révoqué en décembre 1990 par le conseil d'administration du club. Il est remplacé par le trésorier Gérard Parentin à la présidence. L'équipe se maintient finalement en obtenant la 17e place. Aimé Jacquet n'est pas prolongé à l'issue de la saison, remplacé par l'ancien entraîneur du FC Metz Marcel Husson.
Les carences défensives de l'équipe s'aggravent toutefois lors de la saison 1991-1992, et les défaites s'accumulent (12 à l'issue des matchs aller). L'ancien attaquant nancéien Olivier Rouyer remplace alors en octobre 1991 Marcel Husson comme entraîneur et lance le jeune Tony Vairelles issu du centre de formation, mais l'équipe termine dernière du championnat et retourne en Division 2. Après un championnat 1992-1993 où l'ASNL échoue à la 4e place du groupe A, le club végète ensuite en milieu de tableau du championnat 1993-1994 (poule unique de 22 clubs). Olivier Rouyer est alors remercié en juin 1994.

### La reprise en main par Jacques Rousselot (1994-2002)

#### L'ascenseur entre Division 1 et Division 2 (1994-1998)
Tandis que le club accuse un déficit important de 42 millions de francs, l'homme d'affaires Jacques Rousselot est sollicité par le maire de Nancy, André Rossinot, pour reprendre l'ASNL, et co-préside dans un premier temps l'association avec Gérard Parentin. Avec la promotion de László Bölöni au poste d'entraîneur, les Nancéiens accumulent trop de matchs nuls (19) lors du championnat 1994-1995, et l'équipe termine à la 7e place, mais la rigueur défensive prônée par Bölöni porte ses fruits lors de la saison 1995-1996. Le départ de l'attaquant Tony Vairelles étant compensé par l'arrivée de l'Uruguayen Pablo Correa, l'ASNL retrouve la Division 1, terminant le championnat à la 3e place.
L'équipe aborde toutefois le championnat 1996-1997 de Division 1 affaiblie par le départ à l'intersaison de son meneur de jeu Mustapha Hadji. Promis à la relégation à l'issue des matchs aller avec seulement 12 points, les Nancéiens se reprennent, dans le sillage de l'exploit de son gardien Grégory Wimbée, dont le but permet à son équipe d'arracher l'égalisation (1-1) en toute fin de match face à Lens lors de la 20e journée. Renforcée par l'arrivée en hiver de l'attaquant irlandais Tony Cascarino, l'équipe ne parvient cependant pas à combler son retard, finissant 18e et relégué en fin de saison.
Le retour en Division 2 ne sera que de courte durée : malgré le départ de son buteur Éric Rabesandratana, l'équipe domine le championnat 1997-1998 grâce à une solide défense composée de Cédric Lécluse, Vincent Hognon, Sébastien Schemmel et Frédéric Biancalani, tous formés au club et présents depuis plusieurs saisons ; et d'une attaque emmenée par Pablo Correa, Tony Cascarino et Christophe Bastien. Nancy obtient son 3e titre de champion de deuxième division à l'issue de la saison.

#### Échec d'un maintien durable en Division 1, et retour au point de départ (1998-2002)
Association sportive, l'ASNL se constitue comme société anonyme sportive professionnelle (SASP) le 1er juillet 1998 pour se conformer à la législation. Actionnaire majoritaire, Jacques Rousselot devient à cette occasion l'unique président. Pour la saison 1998-1999 de Division 1, le club obtient son maintien en finissant 11e grâce à son duo d'attaquants Tony Cascarino et Soufiane Koné, révélation de l'équipe. Alors que la reconstruction du stade Marcel-Picot débute durant la saison 1999-2000, l'équipe perd cependant sur blessure Soufiane Koné pour le reste de la saison, mais peut compter sur l'efficacité de Tony Cascarino (15 buts). Malgré de bons résultats, les Nancéiens sont constamment sous pression dans la lutte pour le maintien dans un championnat homogène. À égalité de points (42) avec Marseille, l'ASNL termine toutefois 16e et reléguée pour une différence de buts défavorable de -2.
À la suite de cette descente, Tony Cascarino quitte le club, et Jacques Rousselot remplace László Bölöni, resté 6 ans à la tête de l'équipe, par Francis Smerecki. La saison 2000-2001 de Division 2 démarre bien, mais les Nancéiens connaissent un passage à vide qui les éloigne de la course à la montée, et finissent ainsi à la 5e place. Au cours de cette saison, qui a également vu les débuts de Youssouf Hadji, Pablo Correa prend sa retraite sportive. L'effectif est grandement remanié pour la saison 2001-2002, et l'ASNL recrute l'attaquant Laurent Dufresne, ainsi que Philippe Schuth qui s'impose comme gardien titulaire, mais durant une saison terne, le club est endeuillé par le décès le 19 février 2002 de Philippe Schuth dans un accident de la route. Alors que les travaux du stade Marcel-Picot sont en passe de s'achever, l'ASNL boucle sa saison à la 9e place, et Francis Smerecki n'est pas reconduit au poste d'entraîneur.

### Les années Pablo Correa (2002-2011)

#### Des portes du National à l'accession à la Ligue 1 (2002-2005)
Après deux saisons de Division 2 en-deçà des attentes, le club doit réduire la voilure pour la saison 2002-2003. Avec un effectif jeune, Jacques Rousselot nomme Moussa Bezaz, responsable du centre de formation, au poste d'entraîneur, assisté de Pablo Correa. L'équipe connaît toutefois un très mauvais démarrage et se retrouve à la dernière place du classement après une défaite à domicile (1-2) lors de la 14e journée face au FC Metz. Ce derby lorrain perdu, ressenti durement par Jacques Rousselot, marque un tournant dans la saison : Moussa Bezaz est remercié en novembre 2002, et est remplacé par son adjoint Pablo Correa, qui parvient à redresser la situation durant la phase retour, et maintenir l'ASNL en Ligue 2.
Après de nombreux départs à l'intersaison (dont celui du jeune attaquant Youssouf Hadji), Pablo Correa recrute des jeunes joueurs qui constitueront l'ossature de son équipe pour la saison 2003-2004 : Pascal Berenguer, Benjamin Gavanon, Emmanuel Duchemin et Sébastien Puygrenier, associés à des jeunes issus du centre de formation arrivés à maturité (Mickaël Chrétien, Pape Diakhaté, Jonathan Brison, Moncef Zerka). L'équipe se prend à rêver d'accession à la Ligue 1 à la faveur d'une dynamique de succès, mais échoue lors du sprint final, et se classe 6e à l'issue de la saison. Pablo Correa s'appuie donc logiquement sur le même effectif pour la saison 2004-2005, et après un match référence à domicile face à Troyes lors de la 6e journée, où l'équipe l'emporte 1-0 en jouant à 9 contre 11 pendant une demi-heure, l'ASNL est lancée sur la voie du succès. Constamment parmi les 3 premiers du championnat durant la phase retour, les Nancéiens creusent l'écart avec la 4e place en compagnie de Troyes et du Mans, et sont sacrés pour la quatrième fois champions de France de Ligue 2.

#### Les grandes heures: Coupe de la Ligue et compétitions européennes (2005-2008)

Supporteurs nancéiens au Stade de France lors de la finale de la Coupe de la Ligue en 2006

L'ASNL aborde son retour en Ligue 1 2005-2006 en conservant la même ossature et enregistre les arrivées des Brésiliens André Luiz et Kim. Après quatre défaites consécutives en ouverture de la saison, l'ASNL signe une première victoire retentissante 6-0 face au Stade rennais lors de la 5e journée, et lance son championnat[réf. nécessaire]. Malgré les blessures ou les méformes de ses attaquants, Les Nancéiens parviendront à assurer rapidement leur maintien en Ligue 1, notamment grâce à la reconversion réussie en attaque de son joueur polyvalent Moncef Zerka.

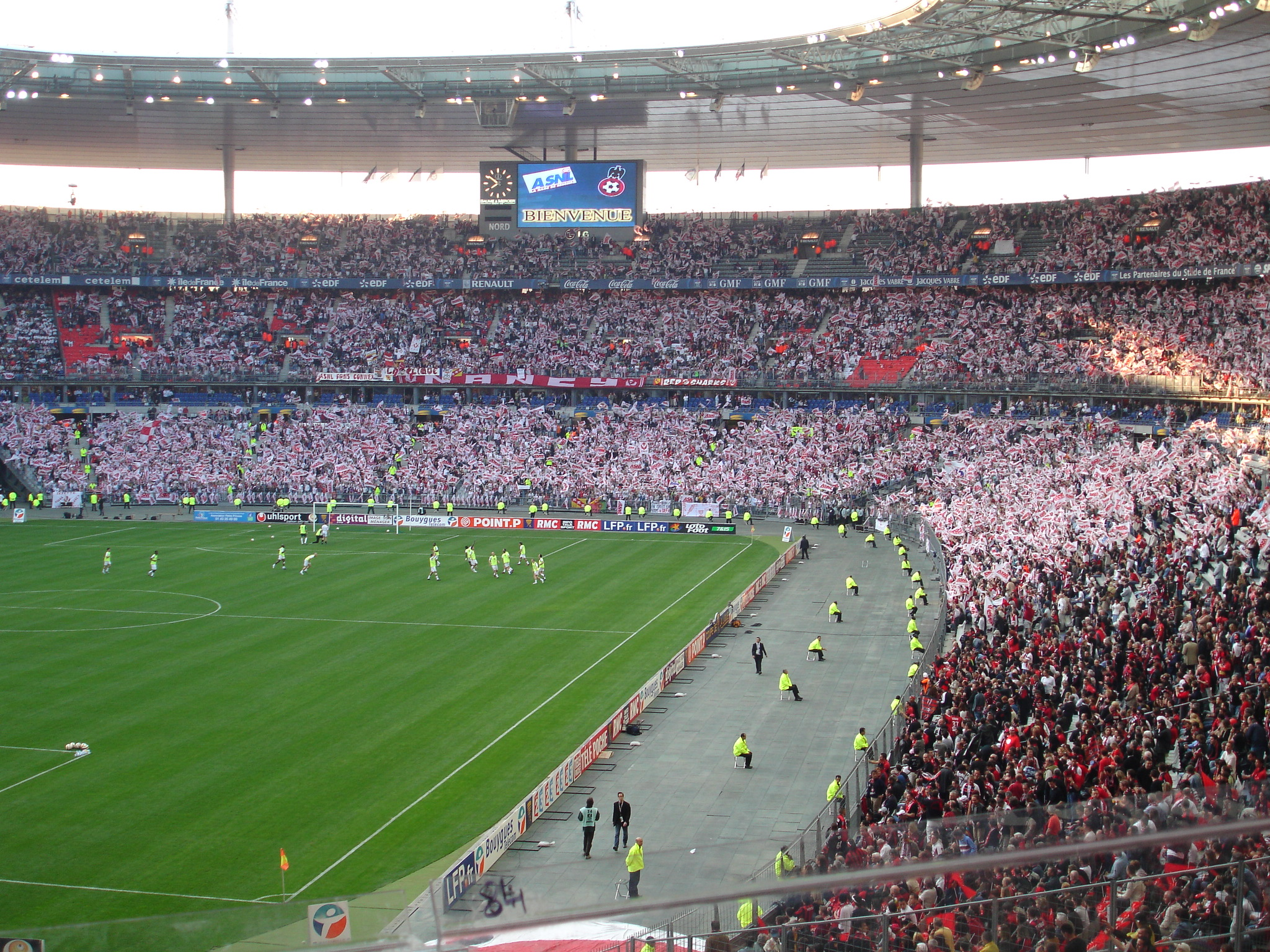
Finale de la Coupe de la Ligue en 2006

En parallèle, l'ASNL poursuit un excellent parcours en Coupe de la Ligue, et accède à la finale après une victoire 2-0 le 8 février 2006 face au Mans. Le 22 avril 2006, l'ASNL retrouve l'OGC Nice en finale de la Coupe de la Ligue, 28 ans après la confrontation des deux clubs en Coupe de France. Les supporters sont en effervescence : 40 000 Nancéiens étaient présents au Stade de France. Onze trains spéciaux ont rallié la gare de l'Est tandis que plus de 300 bus et des milliers de voitures particulières ont convergé vers Saint-Denis. Au terme de la rencontre, l'AS Nancy-Lorraine remporte la Coupe de la Ligue en battant l'OGC Nice 2 buts à 1, obtenant ainsi une qualification pour l'édition 2006-2007 de la Coupe UEFA. L'ASNL boucle finalement une saison exceptionnelle à la 12e place du classement de Ligue 1[réf. nécessaire].
Pour la saison 2006-2007, l'équipe se renforce avec notamment le retour de l'attaquant formé au club Youssouf Hadji. Le club affronte pour le premier tour de la Coupe UEFA la formation allemande de Schalke 04, précédent demi-finaliste de la Coupe UEFA 2005-2006. Battus à l'aller 0-1 en Allemagne, les Meurthe-et-mosellans dominent Schalke au match retour 3-1 et se qualifient pour la phase de groupe. Les Nancéiens enchaînent ensuite les succès en championnat, et terminent 2e lors d'une phase de groupe de la Coupe UEFA, marquée par des graves incidents causés dans le stade et à Nancy par les hooligans du club de Feyenoord. En championnat, l'ASNL recule au classement, puis est éliminée en 16e de finale de la Coupe UEFA par l'équipe ukrainienne du Chakhtior Donetsk. L'ASNL achève finalement sa saison de Ligue 1 par une 13e place[réf. nécessaire].
L'ASNL ne procède à aucun recrutement pour la saison 2007-2008, enregistrant les départs de Pape Diakhaté et du fidèle Cédric Lécluse, et réalise le meilleur début de saison de toute son histoire (2e avec 35 points à la 19e journée), malgré les critiques pointant le jeu peu attrayant de l'équipe. À l'occasion du match face aux Girondins de Bordeaux le 4 novembre 2007 (victoire 1-0), l'AS Nancy-Lorraine célèbre son 40e anniversaire au cours d'une journée spéciale regroupant de nombreux anciens du club. À la suite d'une bonne deuxième moitié de saison, l'ASNL rate cependant la qualification pour la Ligue des champions lors de la dernière journée après sa seule défaite à domicile de la saison face à Rennes (2-3), alors que dans le même temps Marseille s'imposait face au RC Strasbourg (4-3). L'équipe atteint tout de même la 4e place, qualificative pour la Coupe UEFA, et égale l'ancien record obtenu en 1976-1977.
L'ASNL subit toutefois la difficulté de confirmer pour la saison 2008-2009 après une saison exceptionnelle. Malgré une qualification aisée face au club écossais de Motherwell au premier tour de la Coupe UEFA, la campagne européenne tourne court, l'ASNL étant éliminée en phase de groupe.

#### Dans le milieu de tableau en Ligue 1 (2008-2011)
A la reprise du championnat, le club subit une série de 9 matchs sans succès qui plonge l'équipe à la 16e place, et après une défaite 1-2 à Sochaux lors de la 28e journée, Pablo Correa présente sa démission, que Jacques Rousselot refuse. L'ASNL obtient toutefois des victoires importantes dans la lutte pour le maintien, et boucle la saison 2008-2009 à la 15e place. Durant la saison 2009-2010, l'ASNL évoluera également dans le ventre mou du championnat, compensant ses nombreuses défaites à domicile (9 au total) par un nombre record de points pris à l'extérieur (26), et termine 12e.
La priorité du club à l'approche de la saison 2010-2011 étant de réduire l'effectif, de nombreux contrats ne sont pas renouvelés. La nouvelle pelouse synthétique du Stade Marcel-Picot suscite également des craintes : l'équipe peine à s'adapter à cette surface, et enchaîne les défaites lors des quatre premiers matchs à domicile. Estimant que le club a besoin de changements, Pablo Correa annonce le 25 mars 2011 sa volonté de quitter l'ASNL après neuf ans de service en tant qu'entraîneur et seize années de présence au club. 18e et relégable après une défaite 1-0 à Sochaux lors de la 33e journée, l'équipe se maintient finalement en remportant ses trois dernières rencontres, et termine à la 13e place.

### Un déclassement progressif (2011-2020)

#### Une succession difficile, et descente en Ligue 2 (2011-2013)
Pour prendre la succession de Pablo Correa, Jacques Rousselot recrute Jean Fernandez le 5 juin 2011 afin de bâtir une nouvelle équipe après les départs de plusieurs joueurs-cadres (dont Youssouf Hadji). Le début de saison 2011-2012 s'avère compliqué : avec seulement 5 points au bout de la 10e journée, Nancy est 20e et dernier de Ligue 1, ne décrochant sa première victoire que lors de la 11e journée, et pointe à la 18e place à la trêve. Lors du mercato hivernal, le club recrute des joueurs déterminants (Yohan Mollo, et Sébastien Puygrenier qui fait son retour), et se redresse alors au classement, terminant à la 11e place à la fin de l'exercice 2011-2012[réf. nécessaire].
Pour la saison 2012-2013, le club mise sur la stabilité, mais l'équipe accumule les défaites, et lâche à plusieurs reprises les points de la victoire (notamment à Troyes, match nul 3-3). L'ASNL boucle ainsi la phase aller à la dernière place, avec seulement 11 points, ainsi que 8 points de retard sur le premier non-relégable, et les relations du club avec Jean Fernandez se tendent. Après les départs au mercato d'hiver de Yohan Mollo, puis d'André Luiz après 8 ans passés au club, c'est au tour de l'entraîneur lui-même de quitter subitement l'ASNL. Patrick Gabriel, directeur du centre de formation, remplace alors Jean Fernandez, d'abord pour un simple intérim, puis jusqu'à la fin de saison après une série de bons résultats qui sortent le club nancéien de la zone rouge. L'équipe trébuche cependant en fin de championnat : après trois revers, elle s'incline 1-2 à domicile le 18 mai 2013 contre le SC Bastia. Ce résultat, conjugué à celui de ses adversaires directs, voit le club relégué en Ligue 2.

#### Retour de Pablo Correa, et bref passage en Ligue 1 (2013-2017)
Malgré la relégation, Jacques Rousselot renouvèle sa confiance à Patrick Gabriel pour la saison 2013-2014 de Ligue 2, mais l'équipe rate son début de championnat. Le 12 octobre 2013, Pablo Correa fait son retour comme entraîneur, Patrick Gabriel retrouvant son poste au centre de formation. L'ASNL remonte alors en haut du classement, mais connaît un coup d'arrêt après une défaite lors du derby lorrain face au FC Metz. L'ASNL termine finalement à la 4e place, à trois points du dernier promu, le SM Caen[réf. nécessaire].

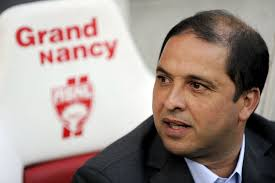
Pablo Correa, entraîneur emblématique du club en 2016

Pour la saison 2014-2015, l'attaquant Youssouf Hadji revient au club. L'ASNL connaît un très bon début de saison avec une 2e place au classement au bout de la 14e journée, mais subit ensuite une série de 10 matches sans victoire, glissant à la 8e place à l'issue des matchs aller[réf. nécessaire]. L'équipe remonte au classement lors de la deuxième partie de saison, mais échoue finalement à la 5e place du classement du championnat, à six points d'Angers, dernier promu. L'ASNL est ainsi renforcée par l'arrivée à l'intersaison de l'ancien international Benoît Pedretti, et effectue un début de saison 2015-2016 très encourageant, obtenant le titre honorifique de champion d'automne avec une large avance sur le 4e et une défense conduite par le jeune capitaine Clément Lenglet formé au club. À l'issue de ce championnat, et après 3 saisons au second échelon, l'ASNL obtient son 5e titre de champion de Ligue 2.
Les retrouvailles avec la Ligue 1 lors de la saison 2016-2017 mettent cependant fin à cette dynamique. Après un mauvais démarrage, l'équipe obtient de bons résultats face à ses concurrents pour le maintien, et aborde avec confiance la phase retour à la 13e place, mais le club est contraint d'accepter le départ de son capitaine Clément Lenglet pour le FC Séville. L'effectif n'est pas renforcé durant le mercato d'hiver : affaiblie en défense, l'équipe enchaîne une série de 4 revers consécutifs, et perd un match capital (2-3) dans la lutte pour le maintien face au FC Lorient, alors dernier, et qui devancera l'ASNL pour la 18e place de barragiste. L'ASNL termine ainsi 19e et redescend en Ligue 2.

#### Des années difficiles en Ligue 2 dans l'attente de repreneurs (2017-2020)
Pour son retour en Ligue 2, l'ASNL connaît une saison 2017-2018 compliquée, durant laquelle 4 entraîneurs se succèdent : Pablo Correa, Vincent Hognon, Patrick Gabriel, et enfin Didier Tholot, qui reprend l'équipe en main à la 31e journée alors qu'elle pointe à la 19e place. Le club assure finalement son maintien à l'issue de la dernière journée, et termine 17e du championnat. L'équipe enchaîne toutefois avec un début de saison 2018-2019 catastrophique (7 défaites lors des 7 premières journées sans marquer le moindre but). Le 1er octobre 2018, Jean-Michel Roussier devient le président de l’AS Nancy-Lorraine en remplacement de Jacques Rousselot, (lequel demeure actionnaire principal) afin de préparer la cession du club. Didier Tholot est quant à lui remercié le 27 octobre 2018, remplacé par Alain Perrin. Les Nancéiens enregistrent alors des résultats plus probants, et sortent de la zone de relégation lors de la 27e journée. Au terme de cette saison où le club termine finalement à la 14e place, Alain Perrin annonce prendre sa retraite.
Durant l'intersaison, le club est menacé de rétrogradation administrative en National par la Direction nationale du contrôle de gestion en raison d'un important déficit, mais apporte en appel les garanties financières suffisantes. L'ASNL repart ainsi en Ligue 2 pour la saison 2019-2020 avec un encadrement de la masse salariale, et un nouvel entraîneur, Jean-Louis Garcia, mais occupe à l'issue des matchs aller la 9e place en enregistrant pas moins de 12 matchs nuls. Le 25 février 2020, Jean-Michel Roussier annonce par ailleurs quitter ses fonctions de président, et Jacques Rousselot reprend ainsi les commandes du club. Le confinement lié à la pandémie de Covid-19 entraîne toutefois l'arrêt des championnats sportifs français, et l'ASNL achève à la 12e place une saison écourtée au bout de 28 journées. Durant cette période, Jacques Rousselot annonce le 31 mars 2020 que le projet de cession du club est suspendu.

### Nouveaux propriétaires (2021-)

#### Un club au bord du gouffre (2021-2023)
L'équipe connaît un début de saison 2020-2021 poussif : après la trêve hivernale, l'ASNL pointe à la 17e place. Le 31 décembre 2020, Jacques Rousselot trouve un accord avec un consortium d'investisseurs sino-américains (Chien Lee, Paul Conway, Randy Frankel et Michael Kalt). Gauthier Ganaye succède au poste de président à Jacques Rousselot, qui aura tenu les rênes du club pendant près de 27 ans. À la reprise du championnat, l'ASNL met fin à sa dynamique de mauvais résultats et remonte au classement, terminant le championnat à la 8e place. Jean-Louis Garcia quitte le club à l'issue de cette saison.
Pour la saison 2021-2022, Gauthier Ganaye recrute l'entraîneur allemand Daniel Stendel, mais après 10 journées de championnat, l'AS Nancy-Lorraine ne compte aucune victoire et est lanterne rouge de Ligue 2. Daniel Stendel est alors limogé, et Benoît Pedretti assure l'intérim. Ne parvenant pas à redresser la situation, il quitte le poste d'entraîneur le 22 décembre 2021, remplacé le 4 janvier 2022 par Albert Cartier, mais l'équipe restera dernière de Ligue 2. Le club est relégué pour la première fois de son histoire en National.
La découverte du championnat de National 2022-2023 se fait dans la douleur, et le club doit lutter pour le maintien. 13e et relégable au terme de la 18e journée, l'ASNL met à pied l'entraîneur Albert Cartier, et nomme Benoît Pedretti pour le remplacer, mais le club ne parvient pas à s'extraire de la zone de relégation, et termine à la 13e place de National, synonyme de relégation en National 2. Le président Gauthier Ganaye présente sa démission, et le 30 mai 2023, l'ASNL nomme Sébastien Janodet comme nouveau président pour préparer le passage devant la DNCG,, mais après son audition le 27 juin 2023, le club est rétrogradé administrativement en National 3.

#### Une chute stoppée, et le second retour de Pablo Correa (2023-)
Le club trouve les fonds manquants par l'intermédiaire de ses deux actionnaires majoritaires, l'homme d'affaires indien Krishen Sud et le Sino-américain Chien Lee, les autres leur ayant cédé leurs parts pour un euro symbolique. La commission d'appel de la DNCG valide finalement le budget et revient sur sa décision, maintenant le club en National 2. Quelques jours plus tard, la DNCG décide de rétrograder administrativement le CS Sedan en Régional 3, puis repêche en National l'ASNL en sa position de premier relégable. Ayant accompli sa mission de sauvetage du club, Sébastien Janodet cède sa place le 1er septembre 2023 à un nouveau président, Nicolas Holveck.
Après la 13e journée du championnat de National 2023-2024, Nancy pointe à la 17e place du classement. Le club décide alors de limoger Benoît Pedretti, et de réintégrer pour la 3e fois Pablo Correa. Son arrivée insuffle alors une nouvelle dynamique pour les Lorrains, qui remportent six matchs consécutifs avant de s'incliner 2-1 à Niort lors de la 20e journée. Le 20 mars 2024, le président Nicolas Holveck se met en retrait, remplacé par l'actionnaire Krishen Sud qui assure l'intérim, et le 8 avril 2024, le club est endeuillé par le décès de Nicolas Holveck. Malgré le contexte, les Nancéiens regardent vers le haut du tableau, mais voient leurs ambitions de montée en Ligue 2 prendre fin après une défaite historique à domicile (3-6 face au Mans FC lors de la 31e journée, première fois que l'ASNL encaisse 6 buts à domicile). Le club achève l'exercice 2023-2024 à la 6e place.
Avec un effectif renouvelé par Pablo Correa, l'ASNL domine le championnat 2024-2025 : constamment en tête depuis la 15e journée, l'équipe acte sa remontée en Ligue 2 ainsi que son premier titre de champion de National après sa victoire contre Nîmes lors de la 30e journée.

## Identité

### Logos

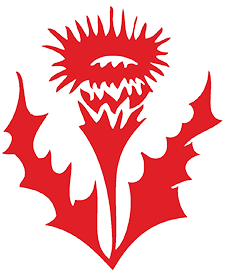
Logo officiel de 1967 à 1970
Logo officiel de 1970 à 1994
Logo officiel de 1994 à 2006
Logo officiel de 2006 à 2013
Logo officiel de 2013 à 2018
Logo officiel depuis 2018.

Depuis 1967, le logo de l'ASNL comporte un chardon lorrain en référence au blason et à la devise de la ville : « Non inultus premor », (en français « Qui s’y frotte s’y pique »), devenant par la suite également la devise du club.
En 1970, le logo, un chardon rouge, est déjà légèrement modifié pour lui conférer une forme plus symétrique et des contours plus arrondis.
En 1994, Jacques Rousselot, président de l'ASNL depuis alors deux ans, décide de modifier l'identité graphique de l’ASNL en changeant son logo et en ajoutant la nouvelle devise « La rage de réussir ». Le bleu devient alors une des couleurs du club, présent à la fois de manière dominante sur le logo mais également certaines années en couleur secondaire sur les maillots des joueurs.
En 2006, le président de l’ASNL décide de modifier à nouveau l'emblème pour mieux correspondre à l'identité historique du club. Les couleurs rouge et blanc redeviennent les couleurs prédominantes, le chardon est plus visible, la devise « Qui s’y frotte s’y pique » fait son retour et deux bandes rouges verticales, présentes sur les manches des maillots de 1967, sont ajoutées.
En 2013, le club modifie à nouveau son logo en incorporant le chardon rouge qui était utilisé comme logo du club entre 1970 et 1994. Le blanc devient la couleur principale du blason.
En 2018, à des fins de communication commerciale en vue d'attirer un nouveau propriétaire, le club décide de faire quelques retouches sur son logo. La mention « ASNL » est remplacée par « Nancy » et la devise, jugée trop illisible, est remplacée par « Lorraine ».

### Couleurs
La tenue "domicile" traditionnelle de l'AS Nancy-Lorraine est blanche (maillot, short et chaussettes), avec des parements rouges, notamment deux bandes rouges verticales sur le côté gauche, qui sont des éléments indissociables de l'identité du club, et sont par ailleurs représentées dans les logos de l'ASNL depuis 2006.
La tenue d'origine de l'ASNL de 1967 à 1969 est toutefois constituée d'un maillot blanc avec deux bandes rouges sur les manches au dessus du coude, d'un short bleu et de chaussettes rouges. Si le blanc et le rouge du maillot font référence à la ville de Nancy, le short bleu et les bas rouges font en revanche référence à la société Total, partenaire du club. A compter de la saison 1969-1970, le club abandonne les chaussettes rouges pour des blanches.
Ce n'est qu'à partir de la saison 1971-1972 que la tenue est entièrement blanche avec des parements rouges, en raison de la fin du partenariat avec Total. Les deux bandes rouges verticales sont apparues sur le maillot en 1978, et sont conservées sans discontinuer jusqu'en 1990. L'affichage de ces bandes verticales n'est cependant plus systématique depuis cette date, mais elles réapparaissent épisodiquement, notamment pour le maillot porté lors de la finale de la Coupe de la Ligue 2006, ou à l'occasion d'un changement d'équipementier (comme la tenue pour la saison 2020-2021 conçue pour le club par Puma). Les bandes rouges apparaissent parfois plus discrètement sur le maillot, ou partiellement et non sur toute la longueur du maillot.
Contraint de se limiter à la gamme proposée par l'équipementier Nike, le club a adopté un maillot domicile rouge durant trois saisons, notamment lors de la saison 2013-2014, ainsi que les saisons 2016-2017 et 2019-2020 (avec des rayures verticales). De 2014 à 2016 puis de 2017 à 2021, la tunique comportait un short rouge.
La tenue portée durant la saison 2023-2024 rend hommage à la tenue historique de 1978, avec les deux bandes rouges verticales sur le côté gauche et les deux bandes rouges sur les manches.
Le club n'a pas de tenues extérieures ou "third" appropriées. Les couleurs sont fréquemment rouges ou noires, mais l'équipe a également pu évoluer au gré des tendances avec des maillots bleus, verts, ou encore jaunes en hommage au drapeau de la Lorraine, comme lors de la saison 2013-2014.
| · 1967 à 1969      | · 1969 à 1971      | · Depuis 1971      | saison · 2007-2008 | saison · 2012-2013 | saison · 2013-2014 |
| saison · 2017-2018 | saison · 2019-2020 | saison · 2020-2021 | saison · 2023-2024 |                    |                    |

## Palmarès et records

### Palmarès
Le tableau suivant liste le palmarès professionnel de l'équipe première de l'AS Nancy-Lorraine dans les différentes compétitions officielles nationales et internationales ainsi que le palmarès de l'équipe réserve et des équipes de jeunes du club. Les principaux trophées remportées par l'AS Nancy-Lorraine sont la Coupe de France en 1978, la Coupe de la Ligue en 2006 et cinq fois le Championnat de France de Ligue 2 (1975, 1990, 1998, 2005 et 2016). Avec ses cinq titres de champion de France de Ligue 2, l'AS Nancy-Lorraine est le club le plus titré, avec Le Havre AC, devant le RC Lens et le LOSC (quatre titres).
| Compétitions nationales | Compétitions internationales |
| --- | --- |
| - Championnat de France - Meilleure performance : 4e (1977 et 2008) - Championnat de France D2 (5) - Champion : 1975, 1990, 1998, 2005 et 2016 - Vice-champion : 1970 - Championnat de France D3 (1) - Vainqueur : 2025 - Coupe de France (1) - Vainqueur : 1978 - Coupe de la Ligue (1) - Vainqueur : 2006 Anciennes compétitions - Coupe d'été - Finaliste : 1982 | - Coupe de l'UEFA - Meilleure performance : 16e de finale : 2007 Anciennes compétitions - Coupe d'Europe des vainqueurs de coupe - Meilleure performance : 8e de finale : 1979 |

| Équipe réserve                                                                | Équipes de jeunes |
| ----------------------------------------------------------------------------- | --- |
| - Division 3 (1) - Champion : 1972 - Coupe de Lorraine (1) - Vainqueur : 1991 | - Coupe Gambardella - Finaliste : 1974, 1982 et 2024 - Championnat de France des moins de 18 ans (1) - Finaliste : 1993 |

### Distinctions France Football
- Politique de recrutement de l'année : 2007
- Entraîneur français de l'année : Pablo Correa : 2006, 2007
- Dirigeant de l'année : Jacques Rousselot : 2006

### Bilan sportif
À l'issue de la saison 2021-2022, l'AS Nancy-Lorraine totalise 30 participations en Ligue 1, anciennement Division 1, et 25 participations au championnat de Ligue 2. Lors de la saison 2022-2023, le club joue pour la première fois de son histoire en National (3e échelon), et conserve son statut professionnel en ayant passé 3 saisons dans cette division.
Bilan de l'AS Nancy-Lorraine en championnat (mai 2025)
| Championnat           | Saisons | Titres | J    | G   | N   | P   | Bp   | Bc   | Diff |
| --------------------- | ------- | ------ | ---- | --- | --- | --- | ---- | ---- | ---- |
| Division 1 / Ligue 1  | 30      | 0      | 1132 | 375 | 303 | 454 | 1440 | 1551 | -111 |
| Division 2 / Ligue 2  | 25      | 5      | 928  | 377 | 271 | 280 | 1165 | 856  | +309 |
| National (3e échelon) | 3       | 1      | 100  | 44  | 26  | 30  | 146  | 121  | +25  |

À l'issue de la saison 2012-2013, le club compte trois participations à une coupe d'Europe (deux en Coupe de l'UEFA et une en Coupe des vainqueurs de coupe), 46 participations en Coupe de France pour une victoire et 19 participations en Coupe de la Ligue pour une victoire.
Bilan de l'AS Nancy-Lorraine en coupes (février 2025)
| Coupes nationales             | Saisons | Titres | J   | G   | N  | P  | Bp  | Bc  | Diff |
| ----------------------------- | ------- | ------ | --- | --- | -- | -- | --- | --- | ---- |
| Coupe de France               | 58      | 1      | 189 | 107 | 25 | 57 | 339 | 194 | +145 |
| Coupe de la Ligue             | 26      | 1      | 59  | 31  | 8  | 20 | 80  | 72  | +8   |
| Coupes d'Europe de l'UEFA     | Saisons | Titres | J   | G   | N  | P  | Bp  | Bc  | Diff |
| Coupe UEFA                    | 2       | 0      | 14  | 6   | 3  | 5  | 22  | 15  | +7   |
| Coupe des vainqueurs de coupe | 1       | 0      | 4   | 1   | 1  | 2  | 7   | 6   | +1   |
| Total                         | 3       | 0      | 18  | 7   | 4  | 7  | 29  | 21  | +8   |

### Classement UEFA
Sur le plan européen, l'ASNL apparaît en 2013 à la 100e place du classement du coefficient UEFA. Calculé d'après les performances des clubs dans les compétitions européennes lors des cinq dernières saisons, ce dernier est utilisé lors des tirages au sort des compétitions organisées par l'UEFA.
Le meilleur classement obtenu par le club est 75e en 2011, avec 25,735 points.

## Personnalités

### Propriétaires
Le tableau ci-dessous énumère les actionnaires majoritaires successifs de l'AS Nancy-Lorraine.
| Période                      | Nom                   |
| ---------------------------- | --------------------- |
| 1994 - décembre 2020         | Jacques Rousselot     |
| décembre 2020 - juillet 2023 | NewCity Capital       |
| Depuis juillet 2023          | Krishen Sud Chien Lee |

### Présidents
Avec plus de 27 années consécutives à la tête du club de 1994 à 2018 et un retour en 2020, Jacques Rousselot dispose de la longévité la plus importante au poste de président. Seuls Krishen Sud et Jacques Rousselot ont cumulé la fonction de président et celle d'actionnaire principal.
| Nom                  | Période                |
| -------------------- | ---------------------- |
| Claude Cuny          | 1967-1975              |
| Roger Cattier        | 1975-1979              |
| Gérard Rousselot     | 1979-1987              |
| André Gauthrot       | 1987- sept. 1988       |
| Jacques Brzezinski   | sept. 1988 - déc. 1990 |
| Gérard Parentin      | déc. 1990 - juin 1998  |
| Jacques Rousselot    | 1994 - oct. 2018       |
| Jean-Michel Roussier | oct. 2018- fév. 2020   |
| Jacques Rousselot    | fév. 2020 - déc. 2020  |
| Gauthier Ganaye      | déc. 2020 - mai 2023   |
| Sébastien Janodet    | mai 2023 - sept. 2023  |
| Nicolas Holveck      | sept. 2023 - mars 2024 |
| Krishen Sud          | mars 2024 -            |

Note : Jacques Rousselot et Gérard Parentin étaient co-présidents de 1994 au 1er juillet 1998, date de création de la SASP Nancy-Lorraine.

### Entraîneurs
Pablo Correa est l'entraîneur ayant dirigé l'équipe le plus grand nombre de saisons (série en cours), et est par ailleurs revenu à ce poste à deux reprises (en 2013 jusqu'en 2017 ; puis en 2023). Second, Antoine Redin compte le plus grand nombre de saisons consécutives au poste d'entraîneur (10). László Bölöni complète le podium (6 saisons).
Avec 2 titres de champion de France de Ligue 2 (2005 et 2016) ainsi qu'une coupe de la Ligue (2006), Pablo Correa est l'entraîneur ayant le palmarès le plus important avec l'ASNL. Antoine Redin est second avec un titre de champion de France de Division 2 (1975) et une coupe de France (1978). Robert Dewilder (1990) et László Bölöni (1998) ont permis au club de remporter chacun un titre de champion de France de Division 2.
La saison 2017-2018 de Ligue 2 est celle ayant vu se succéder le plus grand nombre d'entraîneurs, soit 4, avec Pablo Correa, Vincent Hognon, Patrick Gabriel et Didier Tholot.
De nombreux techniciens ont remporté des compétitions importantes avant et/ou après avoir occupé le poste d'entraîneur de l'AS Nancy-Lorraine, notamment Aimé Jacquet, Arsène Wenger, Jean Fernandez, Alain Perrin...
| Nom              | Période               |
| ---------------- | --------------------- |
| René Pleimelding | 1967-1970             |
| Antoine Redin    | 1970-1980             |
| Georges Huart    | 1980-1982             |
| Hervé Collot     | 1982-1984             |
| Arsène Wenger    | été 1984 - été 1987   |
| Robert Dewilder  | été 1987- juil. 1990  |
| Aimé Jacquet     | juil. 1990 - été 1991 |
| Marcel Husson    | été 1991 - oct. 1991  |
| Olivier Rouyer   | oct. 1991- juin 1994  |
| László Bölöni    | juin 1994 - été 2000  |
| Francis Smerecki | été 2000 - été 2002   |
| Moussa Bezaz     | été 2002 - nov.2022   |
| Pablo Correa     | nov. 2002 - juin 2011 |

| Nom                       | Période                |
| ------------------------- | ---------------------- |
| Jean Fernandez            | juin 2011 - janv. 2013 |
| Patrick Gabriel           | janv. 2013 - oct. 2013 |
| Pablo Correa              | oct. 2013 - août 2017  |
| Vincent Hognon            | août 2017 - fev. 2018  |
| Patrick Gabriel           | fev. 2018 - avril 2018 |
| Didier Tholot             | avril 2018 - oct. 2018 |
| Alain Perrin              | oct. 2018 - mai 2019   |
| Jean-Louis Garcia         | mai 2019 - mai 2021    |
| Daniel Stendel            | mai 2021 - sept. 2021  |
| Benoît Pedretti (intérim) | sept. 2021 - déc. 2021 |
| Albert Cartier            | jan. 2022 - jan. 2023  |
| Benoît Pedretti           | jan. 2023 - nov. 2023  |
| Pablo Correa              | nov. 2023 -            |

### Joueurs
Avec 450 matchs disputés sous les couleurs de l’ASNL entre 1991 et 2007, Cédric Lécluse est le joueur le plus capé du club.
Voici la liste des cinq joueurs sélectionnés en équipe de France alors qu'ils évoluaient dans le club nancéien :
| CL    | Nom                  | Poste     | 1re sél. pdt l'ASNL | Dern. sél. pdt l'ASNL | Sélections pdt l'ASNL | Total sélections |
| 1     | Michel Platini       | attaquant | 27 mars 1976        | 2 mai 1979            | 20                    | 72               |
| 2     | Olivier Rouyer       | attaquant | 2 février 1977      | 15 mai 1981           | 17                    | 17               |
| 3     | Bernard Zénier       | attaquant | 24 mars 1982        | 31 mai 1983           | 3                     | 5                |
| 4     | Carlos Curbelo       | défenseur | 24 avril 1976       | 22 mai 1976           | 2                     | 2                |
| 5     | Patrick Delamontagne | milieu    | 15 mai 1981         | 15 mai 1981           | 1                     | 3                |
| TOTAL | 5 internationaux     |           |                     |                       | 43                    | 99               |

D'autres joueurs formés à l'ASNL ont porté le maillot de l'équipe de France alors qu'ils n'étaient plus au club, parmi lesquels on peut citer : Yves Mariot (1 sélection en 1975), Philippe Jeannol (1 sélection en 1986), Franck Gava (3 sélections de 1996 à 1997), Tony Vairelles (8 sélections de 1998 à 2000) et Clément Lenglet (15 sélections en novembre 2021).
Wilfried Moimbé a quant à lui été récompensé du plus beau but de la saison de Ligue 2 2018-2019, lors du match ASNL - Red Star.

### Récompenses internes
Le Chardon de l'année : les internautes, via le site officiel du club, élisent après chaque match le joueur de l'équipe première qu'ils considèrent comme étant le meilleur durant le dernier match, et lui attribuent le « Chardon du match ». À la fin de la saison le joueur nancéien ayant totalisé le plus de points se voit alors décerner le « Chardon de l'année », et ce depuis 2001. Avant la saison 2010-2011, les supporters élisaient le « Chardon du mois », récompensant le meilleur joueur de l'équipe première durant le mois écoulé. Laurent Dufresne et Sébastien Puygrenier sont les seuls joueurs à avoir remporté deux fois la récompense de manière consécutive. Youssouf Hadji (2009 et 2015), Sergey Chernik (2017 et 2019) et Martin Sourzac (2023 et 2025) ont également remporté cette distinction à deux reprises.
| Palmarès | Chardon de l'année | Poste           |
| -------- | ------------------ | --------------- |
| 2025     | Martin Sourzac     | gardien de but  |
| 2024     | Cheikh Touré       | attaquant       |
| 2023     | Martin Sourzac     | gardien de but  |
| 2022     | Neil El Aynaoui    | milieu relayeur |
| 2021     | Mickaël Biron      | attaquant       |
| 2020     | Vagner Dias        | attaquant       |
| 2019     | Sergey Chernik     | gardien de but  |
| 2018     | Laurent Abergel    | milieu défensif |
| 2017     | Sergey Chernik     | gardien de but  |
| 2016     | Antony Robic       | milieu offensif |
| 2015     | Youssouf Hadji     | attaquant       |
| 2014     | Jeff Louis         | milieu offensif |
| 2013     | Benjamin Moukandjo | attaquant       |
| 2012     | Yohan Mollo        | milieu offensif |

| Palmarès | Chardon de l'année   | Poste           |
| -------- | -------------------- | --------------- |
| 2011     | Julien Féret         | milieu offensif |
| 2010     | Issiar Dia           | milieu offensif |
| 2009     | Youssouf Hadji       | attaquant       |
| 2008     | Sébastien Puygrenier | défenseur       |
| 2007     | Sébastien Puygrenier | défenseur       |
| 2006     | Gennaro Bracigliano  | gardien de but  |
| 2005     | Éli Kroupi           | attaquant       |
| 2004     | Laurent Dufresne     | attaquant       |
| 2003     | Laurent Dufresne     | attaquant       |
| 2002     | Nicolas Florentin    | milieu offensif |
| 2001     | Frédéric Fouret      | attaquant       |

## Structures

### Stades
Le complexe est officiellement ouvert le 8 août 1926 sous l’appellation de « Parc des sports du pont d’Essey ». L'enceinte accueille en 1935 les rencontres de football professionnel du FC Nancy, club créé la même année. Au départ, il n'existait qu'une seule tribune, Jacquet. Autour des trois autres côtés, les spectateurs se plaçaient sur des buttes de terre, terrassés pour prendre l'apparence d'escaliers. En 1963, les premiers projecteurs sont mis en place pour les matchs en nocturne. Le stade est rebaptisé en 1968 du nom de l'ancien président du stade universitaire lorrain et du FC Nancy, Marcel Picot.
En 1973, une nouvelle tribune imposante est construite, la tribune Hazotte. Grâce à quelques aménagements dans les virages, le stade peut désormais accueillir 25 000 spectateurs. Le record d'affluence de l'enceinte est de 30 384 spectateurs payants le 16 septembre 1976 à l'occasion du match AS Nancy-Lorraine - AS Saint-Étienne. En 1978, le stade reçoit un nouveau pylône d'éclairage plus puissant. La même année, la piste d'athlétisme est supprimée pour permettre la construction des tribunes Marmite et Chaudron, toutes deux situées derrière les buts.

Stade Marcel-Picot, à Tomblaine

Le 23 mai 1988, le stade Marcel-Picot accueille le jubilé Platini qui marque la fin de la carrière du prodige nancéien, une foule de personnalités participe à l’événement. Le stade Marcel-Picot devient alors la seule enceinte sportive où ont évolué conjointement trois grands footballeurs du XXe siècle : Maradona, Pelé et Platini.
Devenu obsolète dès le début des années 1990, le stade fait l'objet d'une lourde reconstruction en plusieurs étapes, qui débute le 18 octobre 1999 pour s'achever en 2003. Lors de la saison 2007-2008, la quatrième place de l'AS Nancy-Lorraine permet au stade nancéien de disposer du taux de remplissage le plus élevé des clubs de Ligue 1 français avec 93,3 %. Durant l'été 2010, le stade s'est équipé d'une pelouse artificielle. Ce type de surface synthétique permettait un entretien moins onéreux pendant la saison hivernale et évitait de voir des matches reportés pour cause de gel. Cependant, elle fut critiquée par de nombreux joueurs et entraîneurs, en raison du risque de blessures qu'elle suscitait. Arrivée en fin de vie, elle a été remplacée en 2017 par une pelouse naturelle hybride, considérée aujourd'hui par la LFP comme l'une des meilleures surfaces de Ligue 2.

### Centre de formation

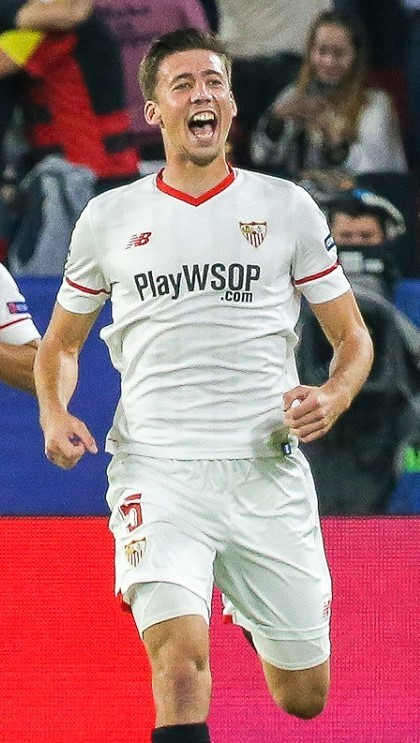
Clément Lenglet, formé à Nancy

L'ASNL possède un centre d'entraînement et de formation situé dans la Forêt de Haye, près de Nancy.
Aux côtés de Michel Platini figurent d’autres noms de joueurs professionnels dont la carrière doit beaucoup aux heures passées en forêt de Haye. Olivier Rouyer, Philippe Jeannol, Jean-Michel Moutier, Christophe Bastien, Vincent Hognon, Paul Fischer, Mustapha Hadji, Cédric Lécluse, Frédéric Biancalani, Gennaro Bracigliano.
Sans oublier ceux qui, au cours des dernières saisons, ont intégré l’effectif professionnel pour éclater au grand jour. C’est le cas notamment de Michaël Chrétien, Pape Diakhate, Jonathan Brison, Landry N’Guemo, Youssouf Hadji, Moncef Zerka, Chris Malonga ou plus récemment le défenseur international Clément Lenglet. Preuve supplémentaire de la qualité de la formation nancéienne, l’équipe professionnelle 2007-2008 est composée pour moitié de joueurs issus du centre de formation.
Le centre de formation de l’ASNL a été entièrement rénové à l'aube des années 2010. En pleine forêt de Haye, sur près de neuf hectares, il concentre sept terrains dont un synthétique éclairé, une salle couverte (60 x 30 m), une fosse à jeux (40 x 40 m) et une salle de musculation. Ces équipements de dernière génération sont mis à la disposition de l’équipe professionnelle et des stagiaires du centre de formation. De ce fait, le contact entre les professionnels et ceux qui aspirent à le devenir est permanent. Véritable lieu de vie, le centre de formation héberge chaque année une soixantaine de jeunes âgés de 15 à 20 ans.
Au rez-de-chaussée se trouvent les bureaux des entraîneurs, les locaux de l’école technique privée, les salles de soins du médecin et des kinésithérapeutes, les vestiaires et les douches ainsi que le restaurant. À l’étage, autour du patio se placent 23 chambres à deux ou à trois lits. Le centre de formation de l'ASNL est connu pour être l'un des plus compétitifs de France. Chaque année, plusieurs jeunes du centre signent un contrat professionnel avec le club, comme ce fut le cas de Massadio Haïdara en 2010, qui était titulaire avec l'équipe première de l'ASNL avant son départ pour Newcastle United. En 2012, tous les candidats au Baccalauréat du centre de formation de l'ASNL ont été reçus.

## Aspects juridiques et économiques

### Éléments comptables
Le tableau ci-dessous résume les différents budgets prévisionnels du club nancéien saison après saison.
| Saison | 2007-2008 | 2008-2009 | 2009-2010 | 2010-2011 | 2011-2012 | 2012-2013 | 2013-2014 | 2014-2015 | 2015-2016 | 2016-2017 |
| Budget | 30 M€     | 39 M€     | 40 M€     | 40 M€     | 38 M€     | 38 M€     | 15 M€     | 15 M€     | 11,5 M€   | 29 M€     |
| Saison | 2017-2018 | 2018-2019 | 2019-2020 | 2020-2021 | 2021-2022 | 2022-2023 | 2023-2024 | 2024-2025 |           |           |
| Budget | 15 M€     | 17 M€     | 17,8 M€   | 14 M€     | 15 M€     | 10 M€     | 5 M€      | 5 M€      |           |           |

### Équipementiers
L'AS Nancy-Lorraine a été habillée par plusieurs équipementiers depuis sa création en 1967, avec notamment par ordre chronologique depuis 1990 : Adidas, TC Blackway, Shemsy, Duarig, Le Coq sportif, Baliston, Umbro, Nike, Kipsta.
Lors de la saison 2014-2015, l'Asnl a laissé pour la première fois le choix à ses supporteurs, via un sondage sur son site officiel, de décider des couleurs que porteront les joueurs pour cette saison. Les supporteurs ont décidé à la majorité l'option « haut blanc, short rouge, bas blanc ».
En 2016, l'AS Nancy-Lorraine joue avec des maillots catalogues de la marque Nike et doit ainsi se passer de ses mythiques deux bandes rouges.
Mais pour la saison 2020-2021, l'AS Nancy-Lorraine signe un contrat avec la marque Puma et retrouve ses bandes rouges pour la plus grande joie des supporters.
En 2022, année marquée par la relégation du club en National pour la première fois de son histoire, Kipsta prend le relais de Puma, dont le terme du contrat aura été écourté, et équipe l'AS Nancy-Lorraine avec un maillot identitaire, inspiré de celui de 1985, dans une volonté de renouer le club à ses supporteurs.

### Sponsors
En 2019, L'ASNL a pour sponsor maillot principal la marque Sempa. Lors des saisons précédentes, les sponsors maillot ont été entre autres : Sweetcom, Sopalin, La Boucherie, Dane-Elec, DLSI Intérim, Triangle Intérim, Odalys Vacances, Geodis, Vittel, Cristaline, Clairefontaine, Konica, Cidou, Mazda, E.Leclerc, Perrier.
Lors de la dernière saison de Michel Platini sous le maillot nancéien (1978-1979), le sponsor maillot resté célèbre était Fruité.

## Supporters

Les supporteurs en déplacement

Les supporteurs de la tribune Piantoni

L'AS Nancy Lorraine compte actuellement[Quand ?] trois groupes de supporters actifs organisant régulièrement des déplacements et des animations (tifos, confettis...) au stade Marcel-Picot. La tribune Piantoni est animée par le Saturday FC, tandis que la tribune Schuth est occupée par les Red Sharks et l'ASNL F@ns Connexion, qui se sont réunis sous un même nom, le « Kop Schuth » tout en gardant leur identité.
Lors de la finale de la Coupe de la Ligue remportée face à l'OGC Nice en avril 2006, plus de 40 000 supporters de l'ASNL ont effectué le déplacement pour cette occasion.
En Ligue 1, l'affluence au stade Marcel-Picot avoisine les 16 000 spectateurs par rencontre. Lors de la saison 2007-2008, l'affluence moyenne était même de 18 742 spectateurs par match.
Pour la saison 2013/2014, le club compte 9 466 abonnés, ce qui représentait à l'époque le record du club lors d'une saison en 2e division. Lors du derby opposant l'AS Nancy-Lorraine face au FC Metz (défaite 0-1), le club bat son record du nombre de VIP assistant à une rencontre et dépasse les 1 700 pour ce match.
Lors de la saison 2014/2015, le club, alors encore en Ligue 2, bat à nouveau son record d'abonnés en seconde division avec 10 433 supporteurs.
Pour la saison 2016/2017, le club signe son retour en Ligue 1, et peut compter sur 13 000 abonnés.
L'ASNL possède aussi un club central des supporteurs et un groupe de supporteurs basé au Sénégal, les « Fidèles Fans ».

### Amitiés

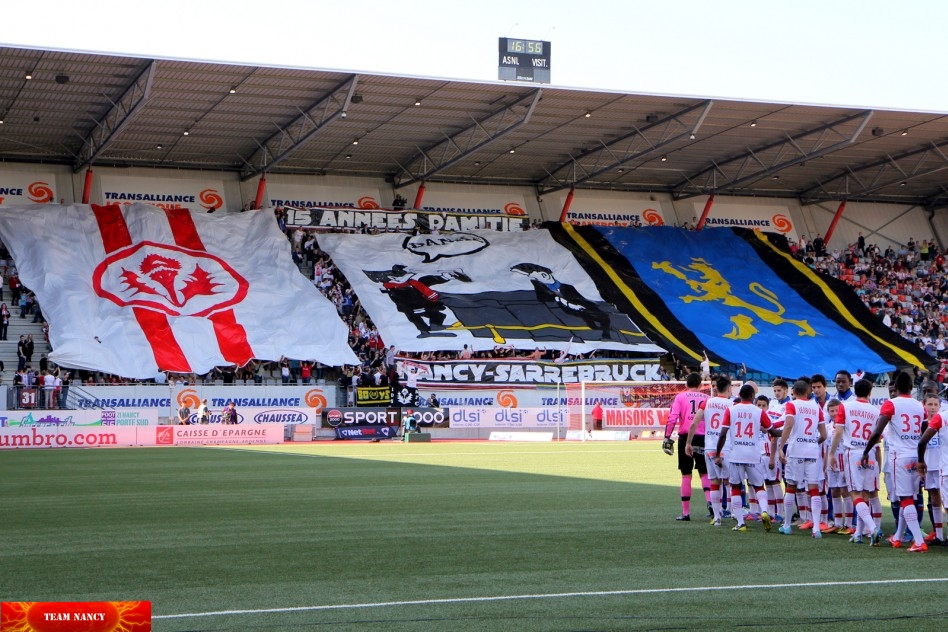
Tifo à l'occasion des 15 ans d'amitié entre les Ultras de Nancy et Sarrebruck.

En 1998, des ultras du club allemand de Sarrebruck (Supporters Club 95) sont à la recherche d'un club de l'est de la France avec qui ils pourraient entretenir des relations amicales. Après être passé par Strasbourg puis Metz, c'est à Nancy qu'ils choisissent de rester et de se lier d'amitié avec les ultras locaux (Saturday FC). Depuis, des déplacements sont régulièrement organisés par les ultras de Nancy et Sarrebruck pour assister aux matchs de leurs clubs respectifs.
En France, les groupes de supporters de l'ASNL et du FC Rouen nouent une amitié depuis 2003, avec des tifos affichant leurs soutiens respectifs, notamment lors du 20e anniversaire.

### Rivalité avec le FC Metz

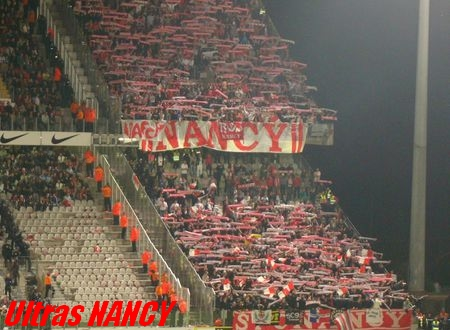
Le parcage nancéien lors du derby Metz-Nancy en 2013

Depuis toujours Nancy entretient une très forte rivalité avec son voisin messin, allant même jusqu'à dépasser le domaine sportif parfois. Le derby lorrain est le match le plus attendu de la saison par les deux équipes.
Sur la durée le bilan est favorable au FC Metz, avec 32 victoires, et 24 victoires pour l'ASNL.

## Autres équipes

### Équipe réserve
L'Équipe réserve de l'ASNL évolue en National 3 depuis plusieurs saisons.
À l'issue de la saison 2018-2019, l'équipe réserve termine 13e de son groupe, synonyme de relégation, et évoluera en Régional 1 lors de la saison 2019-2020. Cela représente le 6e échelon du football français.

### Section féminine
L'ASNL est doté d'une équipe féminine depuis 1970. Sous l'impulsion de Jacques Rousselot, le budget de la section féminine a fortement augmenté ces dernières années, avec le recrutement de plusieurs joueuses de niveau international telles que Marlyse Ngo Ndoumbouk. L'objectif est de stabiliser le club en Division 2 et viser à terme une montée en Division 1. Lors de la saison 2018-2019, les féminines sont entraînées par Paco Rubio et évoluent en Division 2 et terminent 9e du Groupe B, synonyme de maintien dans cette division.
Pour la saison 2020-2021, Jacques Rousselot annonce la suspension des dépenses en direction de la section féminine, dont le budget avoisinait 800 000 euros annuels. Pour la saison 2021-2022, fait insolite dans le sport français, l'ASNL renonce à participer aux championnats féminins nationaux et demande à la FFF une descente en Régional 1.